# 칠암초등학교
칠암초등학교는 대한민국 부산광역시 기장군에 있는 공립 초등학교이다.

## 학교 연혁
- 1943년 6월 1일: 칠암공립국민학교 개교

## 참고 자료
- 칠암초등학교 - 한국교육학술정보원 학교알리미